# Nymburk
Nymburk (německy Nimburg nověji za druhé světové války Neuenburg an der Elbe) je královské město v okrese Nymburk ve Středočeském kraji ležící na řece Labi, 45 km východně od Prahy, zhruba 30 km jihovýchodně od Mladé Boleslavi a 6 km severozápadně od Poděbrad. Žije zde přibližně 16 tisíc obyvatel a má rozlohu 20,59 km². Historické jádro města s železniční a průmyslovou tradicí je od roku 1992 městskou památkovou zónou.

## Historie

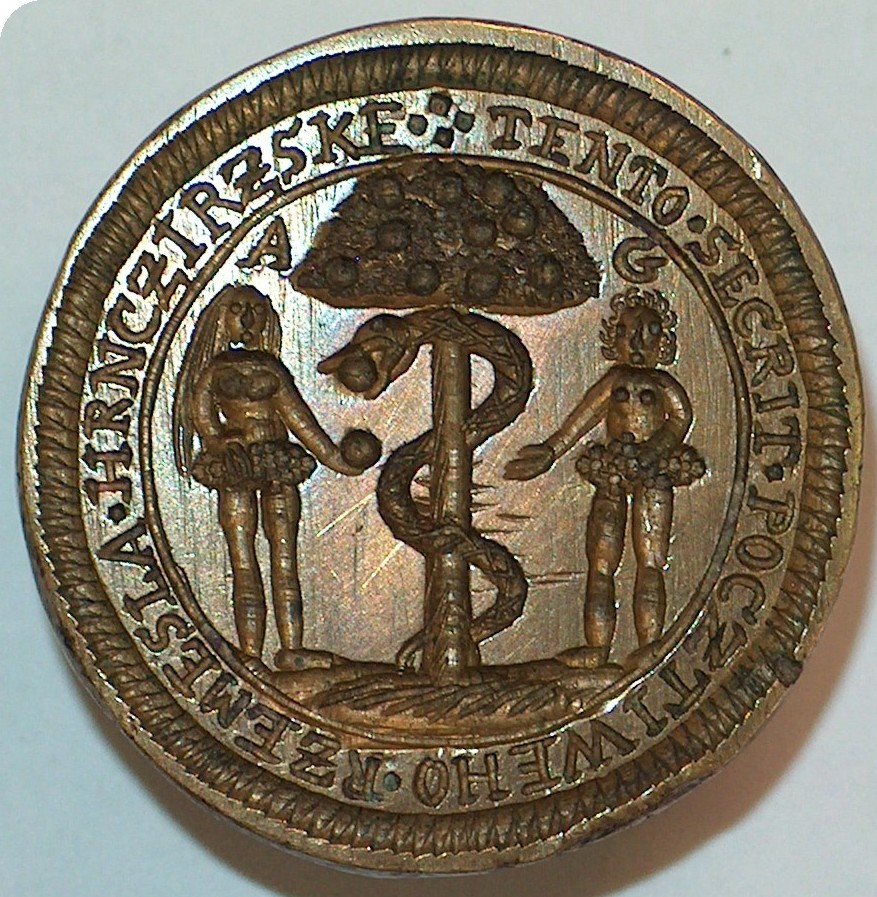
Pečetidlo cechu hrnčířů v Nymburce z 18. století (SOkA Nymburk).

Území města bylo osídleno už v pravěku, a v některých jeho obdobích zde stálo hradiště. Osídlení se koncentrovalo v přibližně v prostoru mezi Kostelním náměstím a náměstím Přemyslovců. Nejstarší opevnění zde pravděpodobně vzniklo v eneolitu a vybudovali je příslušníci lidu řivnáčské kultury. Nesporné archeologické stopy opevnění spojované s nositeli lužické kultury pochází z mladší doby bronzové. Pravděpodobná je existence hradiště také v době halštatské. Místo bylo osídleno i v závěrečné fázi raného středověku, ale není jasné, jestli zde v té době stálo hradiště nebo pouhý dvorec.
Královské město Nymburk vděčí za své založení Přemyslu Otakaru II. Přesné datum, kdy bylo započato s výstavbou Nymburka, však dodnes není úplně známo. V současnosti je za vznik města přijímán rok 1275. Již na konci 18. století bylo prvními osvícenci odmítnuto založení města (Vícemílova) roku 779, jak je uvedeno v bájeslovné Hájkově kronice. O století později bylo vyloučeno datum 1219 (vztahuje se k Litoměřicím) a později i rok 1257, k němuž se vztahuje nejstarší dochovaná listina o městě Nymburce vydaná pro zdejší dominikánský klášter. Historický výzkum toto datum zcela jistě vyloučil a naopak klade vznik listiny pro dominikánský klášter až na samý sklonek vlády krále Přemysla Otakara II., přesněji mezi 25. listopad 1274 a 21. listopad 1276. Proto se rok 1275 jeví jako nejpravděpodobnější datum, kdy král uložil lokátorovi Konrádovi (někdy se uvádí Kunrátovi), aby vyměřil a zřídil město Nymburk.

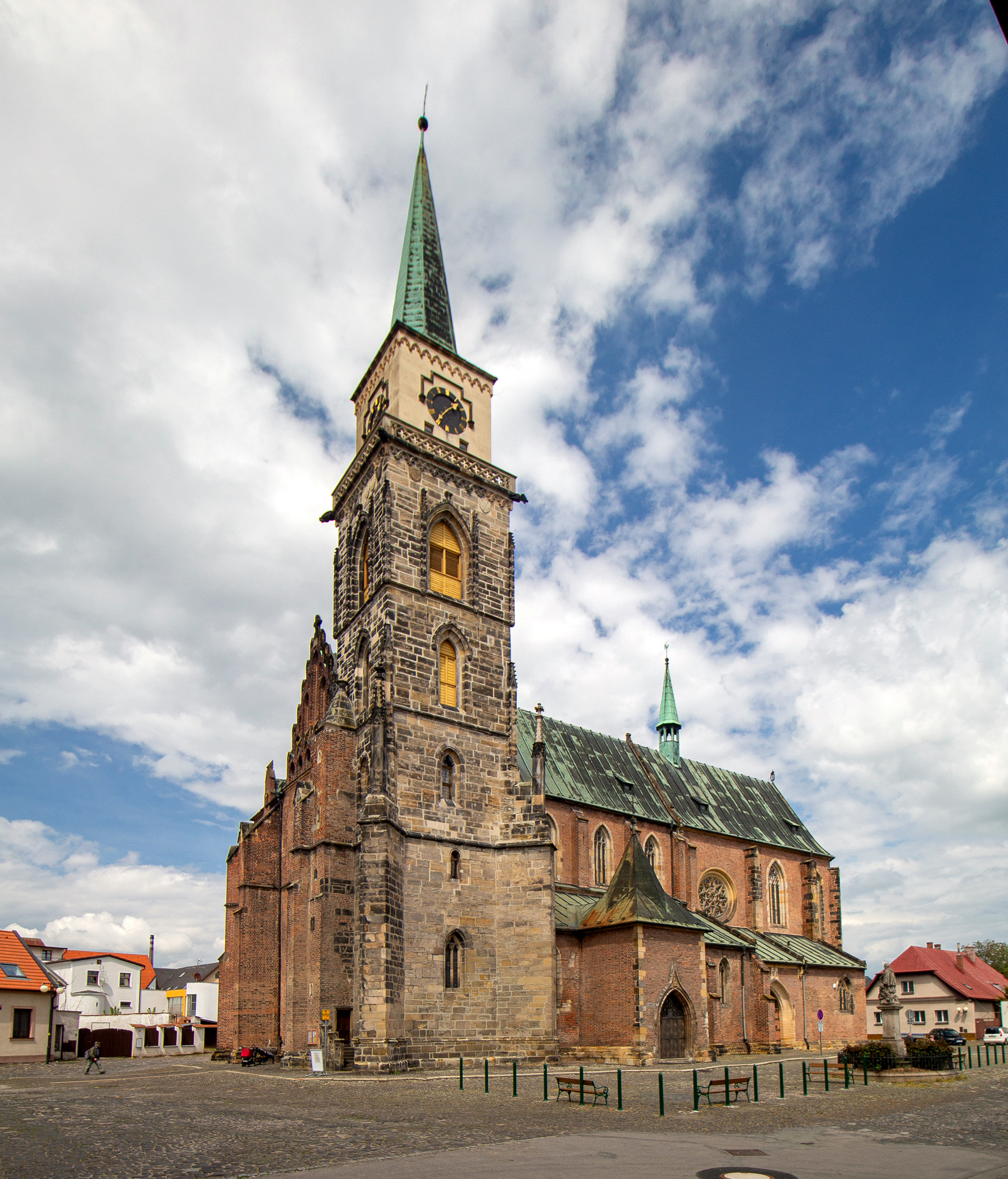
Gotický kostel svatého Jiljí

Název Nymburk je odvozen od slova Neuenburch (latinsky Novum Castrum – Nový hrad), podle Hájkovy kroniky ze 16. století se Nymburk dříve jmenoval Vícemílov, hanlivě označovaný jako Svinibrod, a to údajně z důvodu, že se zde na druhé části, dnes za Labem, pásly svině (divoká prasata). Král zde usadil na břehu Labe v místech, kde dnes stojí ZŠ Tyršova, dominikánský řád. Nymburk, jak i ostatně název napovídá, založili němečtí a holandští kolonisté. Český jazyk v Nymburce převládl nad německým jazykem až v 1. polovině 15. století v době husitských válek.
Samotné založení bylo nicméně pravděpodobně dokončeno až za vlády krále Václava II. Za Václava II. došlo též k výstavbě gotického chrámu sv. Mikuláše (dnes kostel svatého Jiljí) a dominikánského kláštera. Město bylo obehnáno hradbami z pálených cihel s asi padesáti věžemi a obranným příkopem (Vala) napájeným z Labe. Součástí hradeb byly čtyři městské brány a branka k řece. Na západ vedla brána Svatojiřská, na severozápad Velelibská či též zvaná Boleslavská, na severovýchod Bobnická brána a na jižní straně stála Mostecká neboli Labská brána, na kterou navazoval dřevěný most přes Labe. Dřevěný most byl nahrazen roku 1912 dnešním železobetonovým.

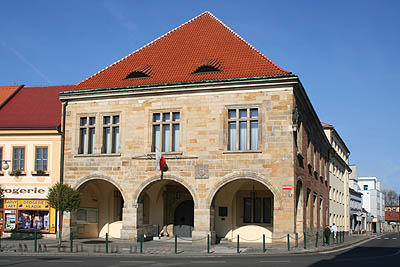
Renesanční nymburská radnice

Město bohatlo díky tomu, že leželo na křižovatce obchodních cest a získalo řadu královských práv a privilegií. Během husitských válek zpočátku podporovalo císaře Zikmunda, v roce 1421 ale uzavřelo dohodu s pražským svazem a přešlo na stranu kalicha. Během vlády Jiřího z Poděbrad se Nymburk opět úspěšně rozvíjel a až do konce 15. století zůstal utrakvistickým městem, působila zde např. známá latinská škola. Během 16. století dosáhl vrcholu svého rozkvětu, tehdy byla také roku 1526 (možno číst i 1536) postavena renesanční radnice. Koncem století vznikla v Nymburce zásluhou Samuela Ignáce Turnovského poštovní stanice. Během třicetileté války však v roce 1634 většinu města vypálili Sasové, kteří ve zdejším kostele povraždili více než 200 lidí. Obnova života města trvala dlouhá desetiletí, původní slávu se už ale kvůli požárům, moru a omezení hradbami obnovit nepodařilo.
Industrializace začala až v polovině 19. století, přičemž nejvýznamnějším podnikem se stala železnice, jejíž správa v Nymburce vybudovala své ředitelství, dílny, topírnu a železniční kolonii. Mimo to ve městě vznikl cukrovar, pivovar, korkovna a místní mlýny byly zmodernizovány. Telegraf byl zaveden v roce 1850, první místní telefony byly instalovány v roce 1900 a o dva roky později i linky meziměstské. Díky vzrůstajícímu blahobytu, který industrializace přinesla, si město mohlo dovolit budování veřejných staveb. Byla tak postavena okresní nemocnice, měšťanská škola, sokolovna, evangelický kostel či synagoga. Rozvoj pokračoval též v první polovině 20. století, kdy proběhla úprava toku Labe, vzniklo proslulé krematorium a řada dalších moderních staveb. K roku 1932 zde bylo dále evidováno pět hotelů (Grandhotel Bláha, Horák, Na Knížecí, Národní dům a Slavie), dvě kavárny a dvě vinárny, lázně, dva biografy, šest peněžních ústavů, obchodní grémium, likérka Griotte a továrny na šamotové zboží, na mýdla nebo na varné trubky či železobetonové výrobky. Působil zde okresní soud, berní úřad, četnická stanice, státní vyšší reálka, městské divadlo nebo městské muzeum. Předválečnou éru Nymburka zobrazil v některých svých dílech spisovatel Bohumil Hrabal, který ve městě vyrůstal.
V roce 1918 proběhl v Nymburce, Poděbradech a Kolíně protižidovský pogrom, při němž byly vyrabovány židovské obchody a obchodníci zbiti.

## Obyvatelstvo
Podle sčítání lidu roku 1930 zde žilo v 1 519 domech 11 892 obyvatel. 11 619 obyvatel se hlásilo k československé národnosti a 154 k německé. Žilo zde 6 047 římských katolíků, 997 evangelíků, 2 463 příslušníků církve československé a 83 židů.
Podle sčítání roku 2001 zde žilo 14 407 obyvatel, z nichž bylo 7 482 žen. 13 882 obyvatel se hlásilo k české národnosti a 127 ke slovenské. Žilo zde 2 029 římských katolíků, 373 evangelíků, 236 příslušníků církve československé husitské a 17 pravoslavných.
Podle sčítání roku 2011 zde žilo 14 796 obyvatel, z nichž bylo 7 669 žen. 10 766 obyvatel se hlásilo k české národnosti a 156 ke slovenské (3 588 obyvatel svou národnost neuvedlo). Žilo zde 635 římských katolíků, 112 evangelíků, 84 příslušníků církve československé husitské a 15 pravoslavných.
| Rok            | 1869  | 1880  | 1890  | 1900  | 1910   | 1921   | 1930   | 1950   | 1961   | 1970   | 1980   | 1991   | 2001   | 2011   |
| -------------- | ----- | ----- | ----- | ----- | ------ | ------ | ------ | ------ | ------ | ------ | ------ | ------ | ------ | ------ |
| Počet obyvatel | 3 124 | 5 454 | 6 659 | 7 843 | 10 169 | 11 129 | 11 892 | 11 914 | 12 585 | 13 263 | 14 033 | 15 142 | 14 407 | 14 796 |
| Počet domů     | 352   | 429   | 477   | 644   | 880    | 1 029  | 1 519  | 2 023  | 2 009  | 2 022  | 2 025  | 2 159  | 2 139  | 2 199  |

1. ↑  Od roku 1950 s už připojenými Drahelicemi.

Věková struktura obyvatel obce Nymburk roku 2011
Rodinný stav obyvatel obce Nymburk roku 2011
Vzdělání obyvatel obce Nymburk roku 2011

## Správa

### Členění města a správní území

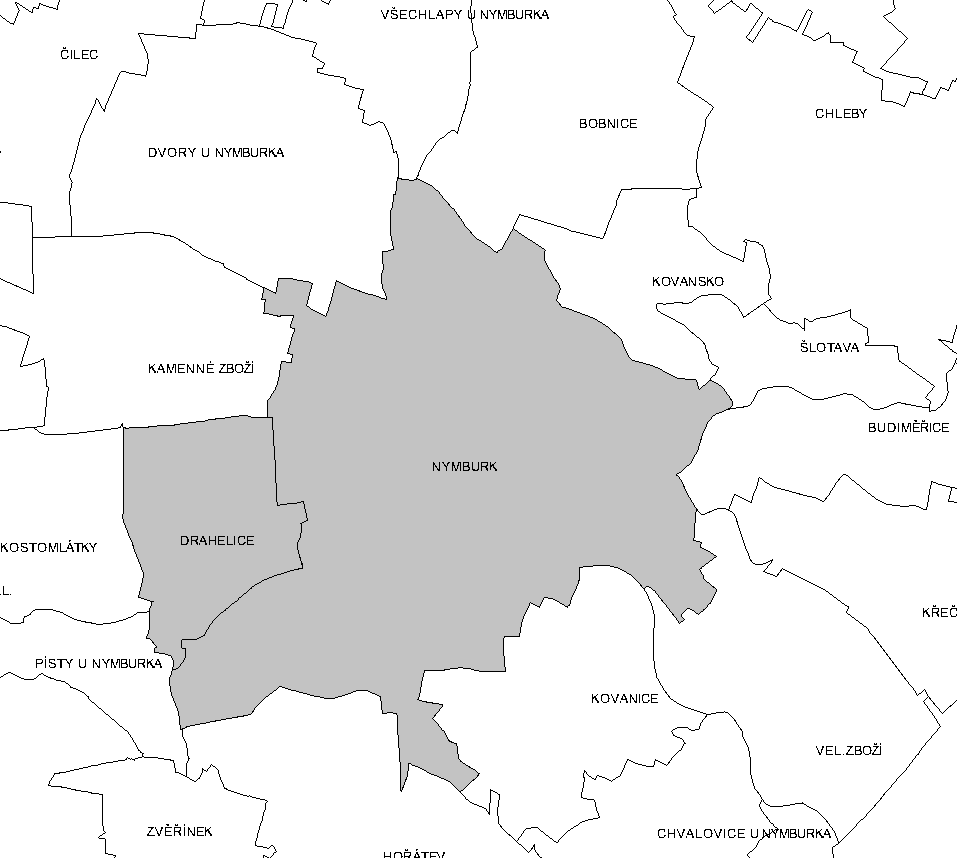
Katastrální území Nymburka

Nymburk se skládá za dvou částí na dvou katastrálních územích:
- Nymburk (ZSJ Babín, Drahelické Předměstí, Jankovice, Ke Kovansku, Lada, Lodice, Na bělidlech, Nádraží, Nymburk-historické jádro, Sídliště Drahelice, Sídliště Jankovice, Skalka, Tyršovy sady, U Mrliny, U nádraží I, U nádraží II, U nemocnice, Za sídlištěm, Zálabí)
- Drahelice (ZSJ Drahelice, Komárno, Na Hroudách, U Drahelic)

Nymburk byl dříve okresním městem, v současnosti je obcí s rozšířenou působností a pověřeným obecním úřadem. Okres Nymburk ale stále existuje a skládá se ze 87 obcí, správní obvod obce s rozšířenou působností z 39 obcí. Stále zde také působí okresní soud a okresní státní zastupitelství.

### Územněsprávní začlenění
Dějiny územněsprávního začleňování zahrnují období od roku 1850 do současnosti. V chronologickém přehledu je uvedena územně administrativní příslušnost obce v roce, kdy ke změně došlo:
- 1850 země česká, kraj Jičín, politický i soudní okres Nymburk[16]
- 1855 země česká, kraj Mladá Boleslav, soudní okres Nymburk[17]
- 1868 země česká, politický okres Poděbrady, soudní okres Nymburk
- 1936 země česká, politický i soudní okres Nymburk[18]
- 1939 země česká, oberlandrat Kolín, politický i soudní okres Nymburk[19]
- 1942 země česká, oberlandrat Hradec Králové, politický i soudní okres Nymburk[20]
- 1945 země česká, správní i soudní okres Nymburk[21]
- 1949 Pražský kraj, okres Nymburk[22]
- 1960 Středočeský kraj, okres Nymburk[23]
- 2003 Středočeský kraj, okres Nymburk, obec s rozšířenou působností Nymburk

## Pamětihodnosti

### Kulturní památky

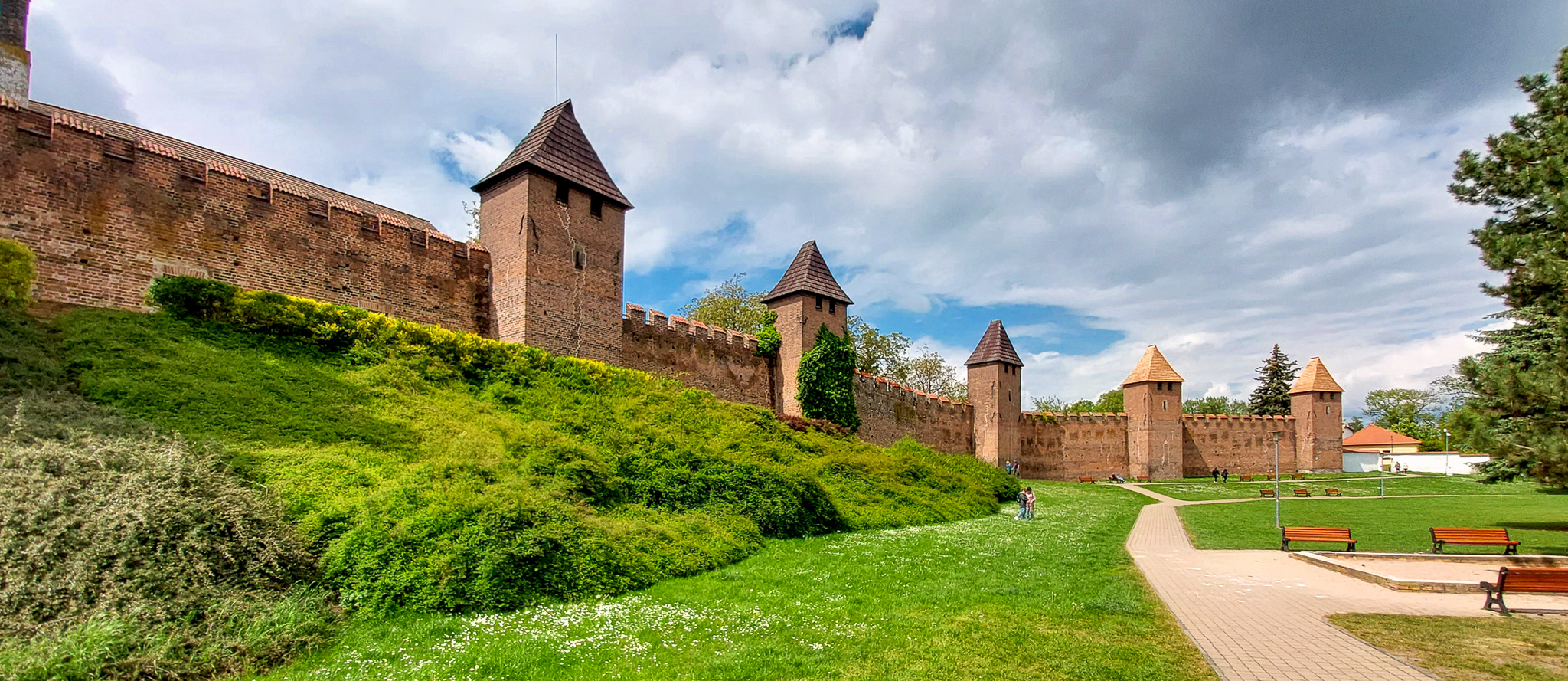
Nymburské hradby

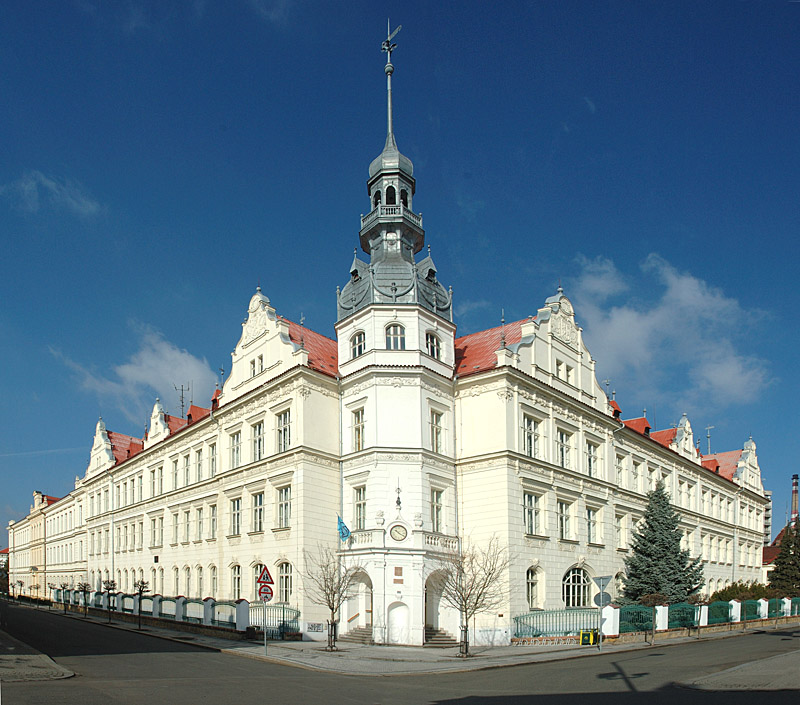
Mezi významné instituce a kulturní památky Nymburka patří Gymnázium Bohumila Hrabala

Symbolem města jsou cihlové hradby s hranolovými baštami. Původně město o ledvinovitém půdorysu obepínala linie dvou hradeb, bílé opukové a červené cihlové, společně se dvěma příkopy (zachovány dodnes coby Malé a Velké Valy). Z hradeb dnes zůstaly jen zbytky, nejdelší úsek na východě, u něhož se nachází i staré děkanství, byl počátkem 20. století romanticky zrekonstruován, další pozůstatky zdí se nachází v Hradební ulici.
Dominantou města je gotický cihlový kostel svatého Jiljí stojící na Kostelním náměstí. Původně měl dvě věže, jedna z nich však byla po požáru stržena, proto má zbývající věž zvláštní pozici mimo osu chrámu. Tento kostel je spolu s dochovanými stavbami nymburského opevnění ojedinělým příkladem cihlové gotiky (původně severoněmecké) v českých zemích. V Tyršově ulici je gotická kaple svatého Jana Nepomuckého, která je jediným pozůstatkem bývalého klášterního kostela Nanebevzetí Panny Marie Růžencové a ke které bylo přistavěno funkcionalistické Hálkovo divadlo. Jihozápadním směrem od historického centra města se nachází renesanční kostel svatého Jiří a v parku dr. Antonína Brzoráda funkcionalistický Husův sbor a novorenesanční evangelický kostel.
Dominantou centrálního náměstí Přemyslovců je vzácná renesanční radnice, stojí zde také morový sloup. Zajímavou technickou památkou je nedaleko stojící Turecká věž, bývalá městská vodárna z roku 1597. Jednou z nejzajímavějších novodobých staveb města je pak architektonicky významné puristické krematorium od Bedřicha Feuersteina nebo i funkcionalistická Löwitova vila. Naopak svědkem pradávných časů je dochovaná pravěká mohyla v ulici Na Příkopě.
Kromě hradeb městu také vévodí silniční most (kulturní památka), který spojuje centrum města s částí zvanou Zálabí. Most přes Labe byl postavený v letech 1912 až 1913 architektem Františkem Roithem. Tvoří ho tři železobetonové oblouky o rozponech 35, 40 a 35 metrů, které spočívají na betonových pilířích. Žulový obklad pilířů je ozdoben štíty s motivem českých lvů.

### Industriální památky

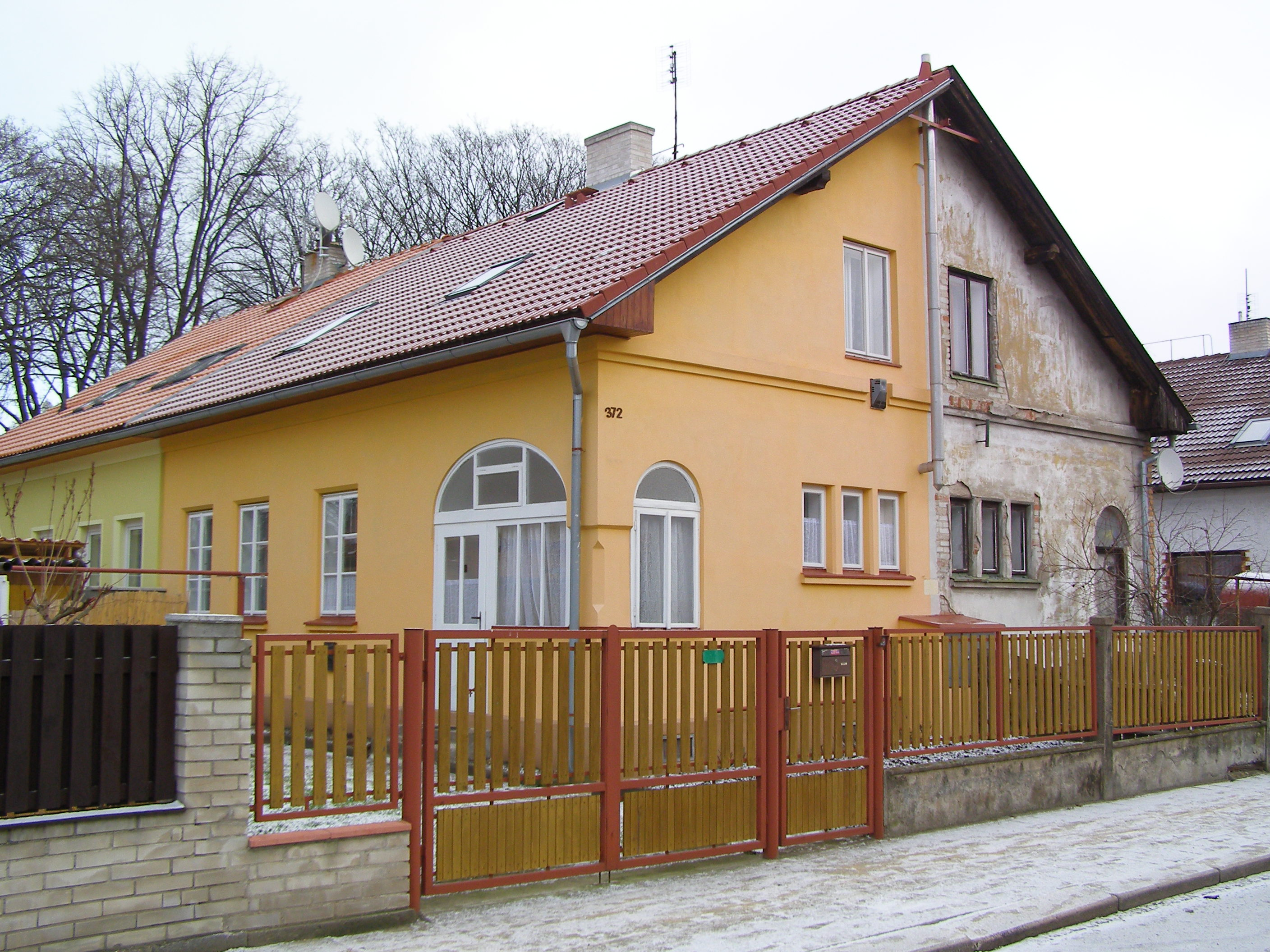
Dělnická kolonie

Ve městě se stále nachází řada cenných industriálních a technických památek. Ty však ještě stále nejsou vhodně využity a rozvíjeny, ačkoliv skýtají značný potenciál. Především byl na přelomu tisíciletí zbořen proslulý cukrovar na východě města, charakteristický dvěma těsně vedle sebe umístěnými komíny. Cukrovar byl založen v roce 1870 místními rolníky, přičemž se roku 1882 stal prvním elektrifikovaným cukrovarem v českých zemích. Podnik byl spjat s působením cukrovarníka Hanuše Karlíka. Ten zde poprvé v českých zemích vyzkoušel svou metodu výroby cukru formou trojnásobné saturace bez spodia. Cukrovar patřil mezi největší v Čechách.

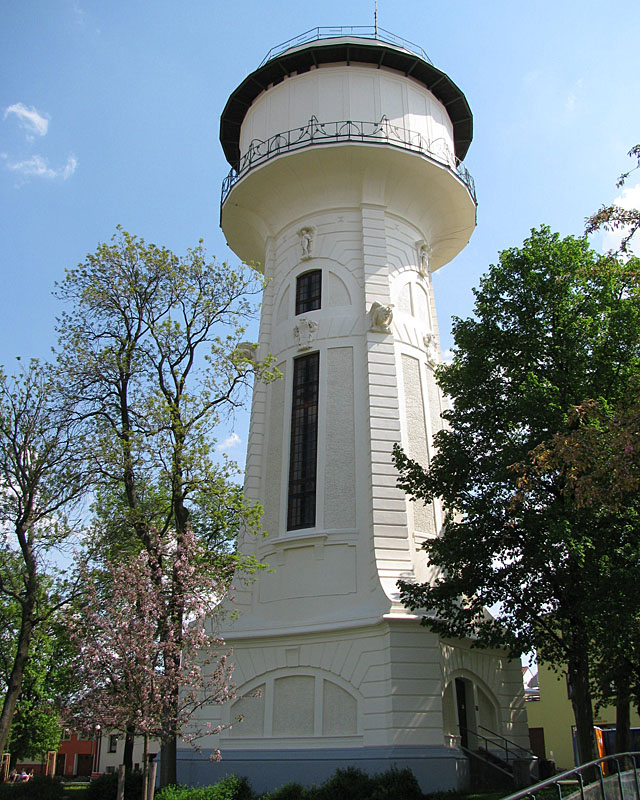
Vodárenská věž v Nymburce

Mezi nejhodnotnější dochované industriální památky v Nymburce patří:
- Nymburský pivovar, postavený v letech 1895 až 1898. Hned v první roce provozu vyprodukoval 21 075 hektolitrů piva, kolem roku 1927 přistoupila správní rada pivovaru k renovaci strojů a zařízení. Je stále funkční a ve velmi dobrém stavu.[26]
- Ludvík Wantoch, továrna na výrobu likérů, postavena v letech 1910 až 1911 ve Zbožské ulici u železnici na západě města, dostavba v roce 1918. Po druhé světové válce zde sídlil konzervárenský podnik Fruta - později Zelko. Výroba skončila v roce 2011. Od té doby je zachovalý areál s dominantou 25 metrů vysokého cihlového komína nevyužitý.[27] V roce 2022 došlo k demolici většiny objektů.
- Obilní skladiště a mlýn Hospodářského družstva ve Zbožské ulici, založené roku v letech 1899–1904. V letech 1924–1927 byl k netradičně řešenému areálu přistavěn mlýn s kapacitou 100 tun obilí denně.[28]
- Zemědělská družstevní mlékárna v Nymburce, postavená v letech 1934 až 1935 v Jičínské ulici u železnice na západě města. Mlékárna produkovala pasterizované mléko v lahvích, jogurty, sýry, máslo a šlehačku a dodávala denně 5 300 litrů mléka do Prahy, 2 000 litrů bylo strojně zpracováno na máslo, tvaroh a sýry. V roce 1947 již byla mlékárna jedna z nejvýznamnějších v republice a produkovala 30 000 litrů mléka denně a 500 kilogramů másla a sýrů. V roce 1969 byla přestavěna na tavírnu sýrů a takto fungovala až do roku 2007. V současnosti se objekt využívá ke skladování.[29] Urbanisticky jedinečně uspořádaný areál je tvořen dvěma staršími budovami s valbovou a jehlancovou mansardovou střechou, doplněnými o pozdější modernistickou dostavbu směrem k ulici.
- Josef Tekl, korkové isolace, ve Dvorské ulici na západě města při železnici. Továrna postavena před rokem 1914 majitelem válcového mlýna Josefem Teklem, vyráběl zde korkové izolace a korkové zátky. Dnes v částečně zchátralé budově působí pneuservis.[30]
- Železniční dílny Severozápadní dráhy na severním okraji města. Plánovány byly již od roku 1867, v letech 1872 až 1874 vznikly první dílny a nové budovy byly v unikátním areálu v několika etapách přistavovány až do 80. let 20. století. Dominantou rozlehlého areálu je několik komínů, včetně 140 metrů vysokého betonového a 72 metrů vysokého cihlového.[31] V současnosti v areálu sídlí firma Nymwag zabývající se výrobou nákladních železničních vozů.
- Parní vodárna s cihlovým komínem mezi železnicí a ulicí P. Bezruče na severu města, založená roku 1872.[32]
- Železobetonový silniční most přes Labe z roku 1912.
- Železniční most přes Labe, postaven v roce 1882. Jednokolejný most o čtyřech polích s rozpětím 42 metrů tvořila nýtovaná příhradová konstrukce, návodní pilíře byly obloženy žulovými kvádry, pobřežní pískovcovými. Mostní konstrukce byla vyměněna v roce 1958.[33] Roku 2007 prošel další výraznou rekonstrukcí, při níž byla mostní konstrukce zdvihnuta o 1,08 m.[34]
- Zdymadlo a plavební komora byly postaveny v letech 1914 až 1922, v roce 1924 byla dokončena též hydroelektrárna. V elektrárně jsou umístěny čtyři Francisovy turbíny a jedna Kaplanova turbína, které jsou stále funkční. Zdymadlo, také architektonicky řešené architektem Františkem Roithem, má tři pole.[35]
- Městská vodárna a vodárenská věž, postavená v roce 1903 v Jízdecké ulici na severu historického jádra města. Stavbu v rámci realizace nového městského vodovodu projektoval slavný architekt Osvald Polívka a proslulý inženýr Vladimír Hráský. Byla technicky vybavena firmami Škoda Plzeň a Breitfeld, Daněk a spol., vyzdobena štukováním, bosáží a chrliči ve tvaru démonů. Věž o výšce 37 metrů je jednou z největších dominant města a slouží stále svému účelu.[36]

### Kolonie
U hlavního nádraží dnes ohrožené pozůstatky „Zahradního Města“, dělnické železniční kolonie – společné dílo Carla Schlimpa a urbanistického vizionáře Camilla Sitteho. Harmonické prostředí zeleně, na tu dobu kvalitní životní standard a občanská vybavenost v jednom místě – to vše se zde soustředilo v progresivní urbanistické myšlence.
Železničářská kolonie se stala samostatně hospodařícím městským celkem s centrálním zásobováním potravinami a službami. Tento model později převzal i Baťa ve Zlíně. Do roku 1916 byla vybudována první část zahradního města, jednoposchoďové dělnické domy, domy pro vyšší a nižší drážní úředníky, prádelna, koloniál a dřevěné domy pro dělníky. Poté začala výstavba druhé části zahradního města, postaveny byly přízemní domky. Celkem zde bydlelo 222 rodin, což odpovídá počtu přibližně 1 000 obyvatel. V původním návrhu bylo plánováno i vybudování kostela pro celý komplex. Z toho sešlo a potřeby věřících uspokojila kaple v novostavbě gymnázia. Roku 1933 byly definitivně odstraněny dřevěné domky (v místech dnešního „mrakodrapu“ bývalého železničního učiliště).
Celý komplex zahradního města přešel pod správu místního národního výboru v roce 1961. Od té doby byly zbourány už zhruba dvě třetiny ojedinělého urbanistického pokusu. Zůstalo 10 „čtyřdomků“, které si jejich majitelé s větším či menším citem opravují. Zachováno a opraveno bylo pět domů původně určených pro vyšší drážní úředníky. Připomínkou staré krásy je opravená budova prádelny, poslední původní budova v Nádražní ulici dostala novou střechu a fasádu v létě 2007. Na jaře 2017 proběhla další rekonstrukce, budova konečně našla nové uplatnění. Je otevřeno dialyzační středisko společnosti Fresenius.

## Kultura

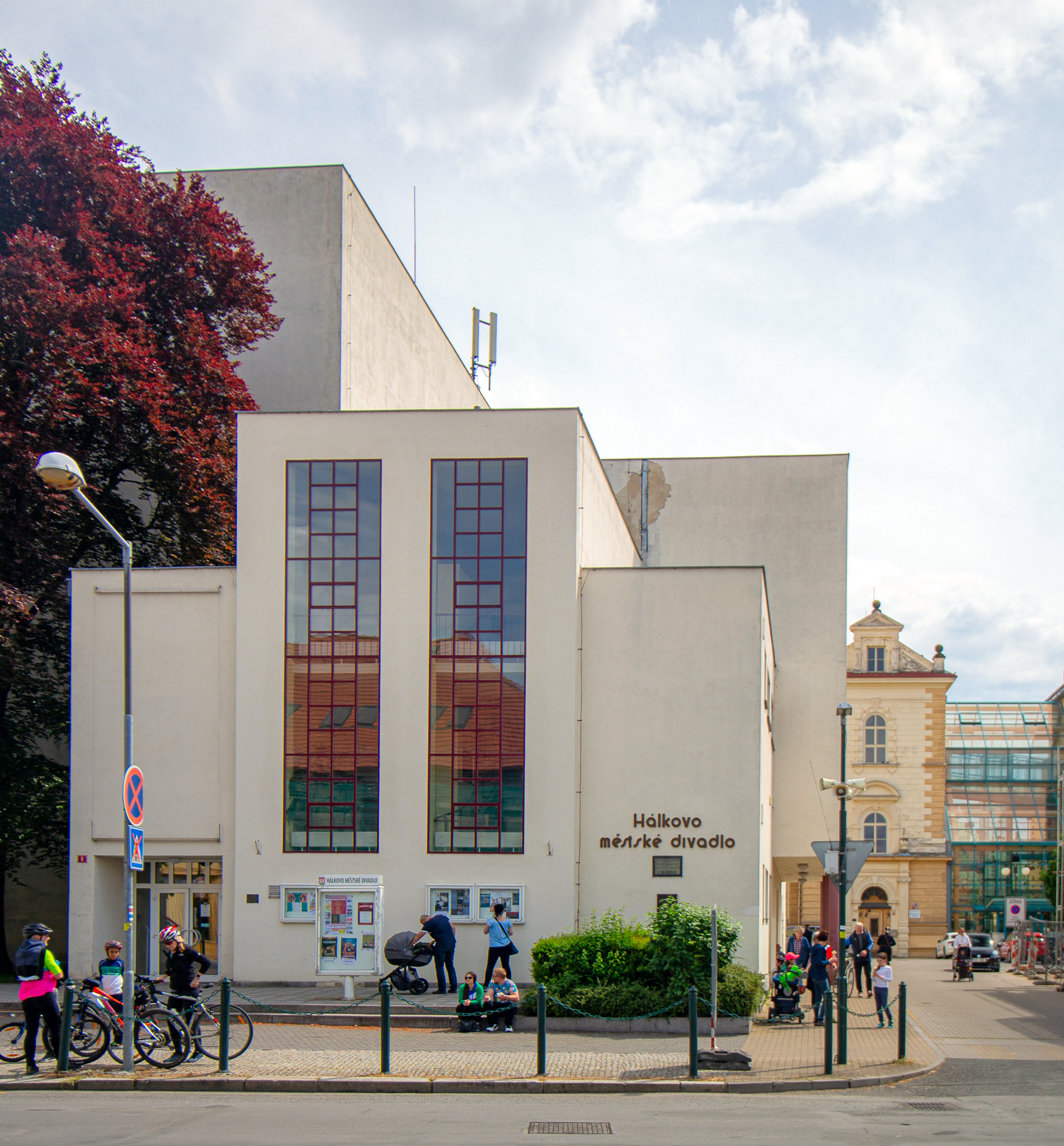
Hálkovo divadlo

Ve městě působí smíšený komorní pěvecký sbor Vox Nymburgensis. V Nymburce se také koná každoročně finále festivalu Mateřinka. Najdeme tu městské divadlo (Hálkovo městské divadlo Nymburk) i kino (Kino Sokol). V letní sezóně v Nymburce promítají ve třech lokalitách letní kina.
Od roku 2004 se v Nymburce pořádá každoročně hudební festival Přístavní slavnosti.

## Sport

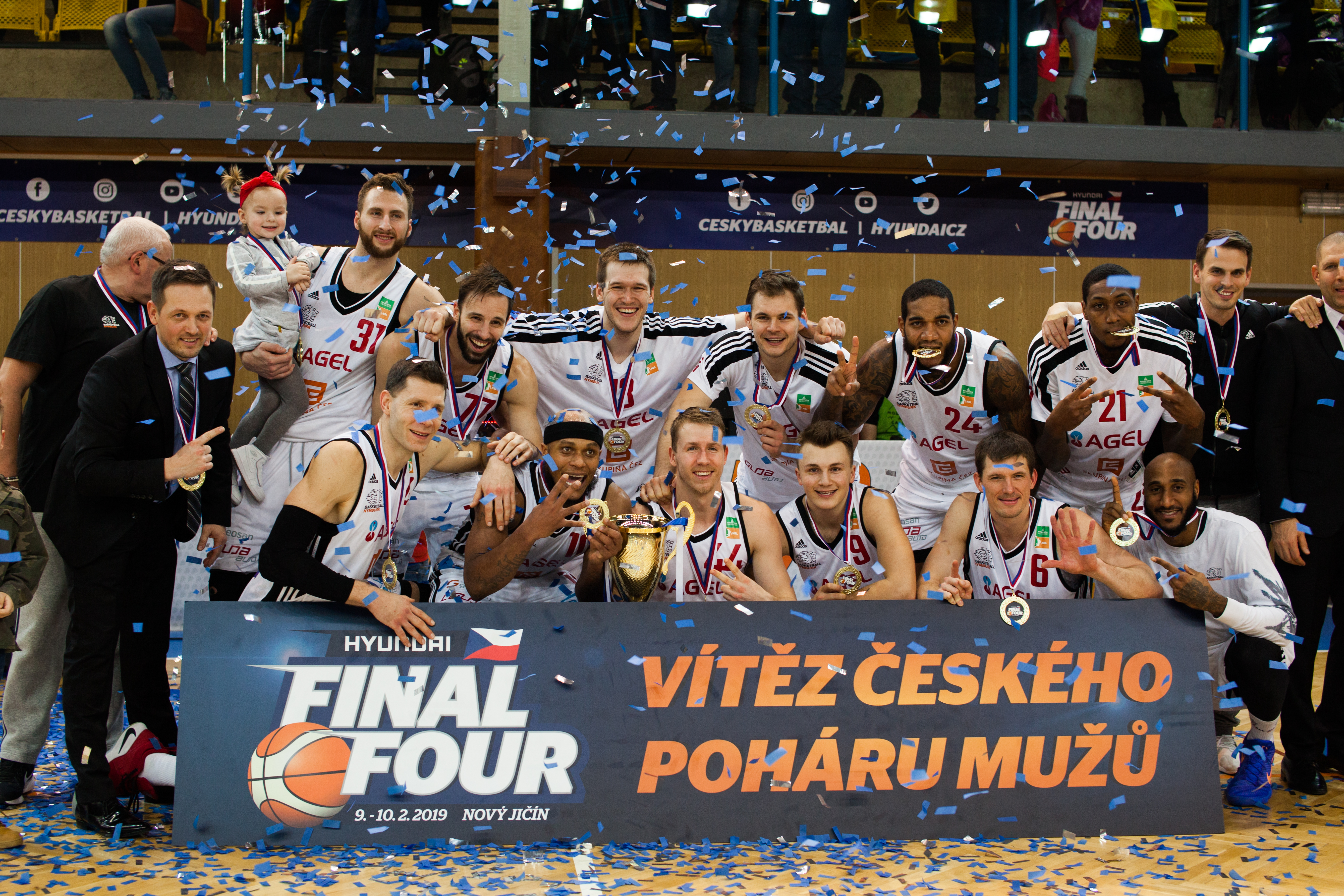
ERA Basketball Nymburk je nejúspěšnější tým v Česku

Nymburk získal v roce 2013 pro rok 2014 titul Evropské město sportu v kategorii European Town of Sports, která zahrnuje města do 25 000 obyvatel. Titul je udělován každoročně asociací Aces Europe, v této kategorii je  oceněno vždy asi 30 měst.
Nejvýznamnějším sportem ve městě je basketbal, mužský tým ERA Basketball Nymburk (do roku 2019 ČEZ Basketball Nymburk) má na svém kontě již osmnáct vítězství v české nejvyšší soutěži a všechny tyto mistrovské tituly navíc získal v řadě. To nemá v celé historii českého basketbalu obdoby. Své domácí ligové zápasy hraje ve Sportovním centru Nymburk, s kapacitou 1 000 diváků. Na mezinárodní utkání jezdí do Prahy, kde si půjčuje Sportovní halu Královka. 
Hrával zde i ženský tým DSK Basketball Nymburk. V roce 2016 vyhrál český pohár, bral ligové stříbro (2015/16) a bronz (2017/18). V roce 2019 však zanikl a licenci na nejvyšší soutěž prodal klubu Levharti Chomutov.
Nymburk má i velkou fotbalovou tradici. Klub SK Polaban Nymburk patří k nejstarším českým fotbalovým klubům, založen byl v roce 1900. Největších úspěchů dosáhl v 40. letech 20. století, když ve třech sezonách (1941/42, 1943/44 a 1945/46) hrál nejvyšší fotbalovou soutěž. Nejvíce ligových startů i vstřelených gólů si připsal Josef Pajkrt, který ve 64 zápasech dal 39 branek. Dnes klub hraje krajský přebor. K domácím utkáním nastupuje ve sportovním areálu Veslák, kam se vejde 199 diváků.

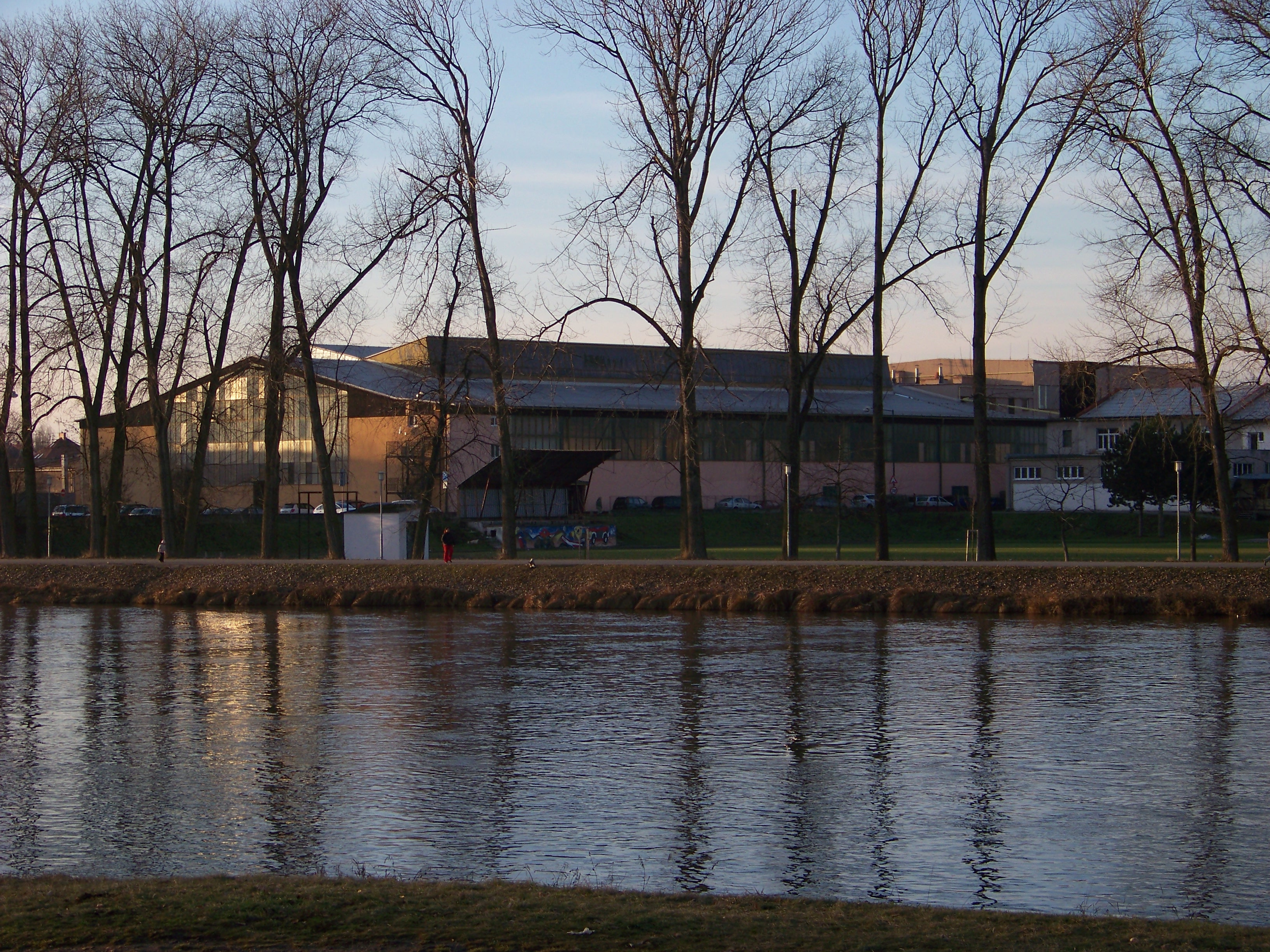
Zimní stadion

Hokejový klub HC Nymburský Lev hrával v 50. letech 20. století na druhé ligové úrovni. Do roku 2019 působil ve třetí nejvyšší soutěži (nepřetržitě od sezóny 1997/98), ale po náhlém odchodu řady hráčů se do dalšího ročníku nepřihlásil a byl přeřazen do nižších soutěží. Své zápasy hraje na Zimním stadionu Nymburk, který má kapacitu 4500.
S Nymburkem jsou také spojeny závody dračích lodí především díky závodům/festivalu Dragonfest. Dva členové místního Dragonteamu Nymburk se dostali v roce 2004 do posádky reprezentačního družstva na Mistrovství světa v čínské Šanghaii, které obsadilo 3. místo na 1 000 m, 500 m, 250 m a 1. místo na 2 000 m.
V Nymburce funguje také policejní sportovní klub SKP Nymburk. K jeho odchovancům patří například běžec Lukáš Hodboď nebo chodkyně Žaneta Peřinová, která se nakonec prosadila i jako televizní moderátorka. Skvělou úroveň mají i rychlostní kanoisté v čele s mistrem světa a olympionikem Petrem Fuksou. Nyní už i s jeho synem mistrem světa a olympionikem Martinem Fuksou. Z tamního oddílu Tj Lokomotiva Nymburk na břehu Labe pochází nejeden úspěšný reprezentant. V roce 2015 se v Nymburce odehrál mezinárodní rink bandy turnaj.

## Průmysl
Nymburk je důležitou železniční křižovatkou s depem kolejových vozidel ČD. Důležitým výrobním podnikem je firma JDK, která vyrábí chladicí zařízení a vyváží je do celého světa, dále jedna z poboček nadnárodní společnosti Magna Exteriors & Interiors (Bohemia), zabývající se výrobou součástí pro automobilový průmysl, a již zmíněný Pivovar Nymburk.
V roce 2005 v Nymburce svou první evropskou pobočku založila čínská firma Changhong, která ve zdejším výrobním závodě provádí finální montáž LCD televizorů pro celý evropský trh.

### AZOS CZ
V nymburské částí Zálabí zahájila na přelomu let 2013 a 2014 provoz zinkovny firma AZOS CZ, s.r.o. Místní občané si stěžovali na obtěžující zápach a na zdravotní problémy, ale majitel firmy Petr Šimák získal všechna potřebná povolení a ani měření imisí státním zdravotním ústavem neprokázalo žádné nadlimitní koncentrace. Radnice Nymburka v prosinci 2014 přislíbila situaci prověřit. Podle České televize Krajský úřad Středočeského kraje přizval do provozu nezávislého experta, který shledal v čištění emisí několik nedostatků a potvrdil původ zápachu. V roce 2015 prokázal Státní zdravotní ústav úniky těkavých chemických látek z provozu kataforézní linky.

## Doprava

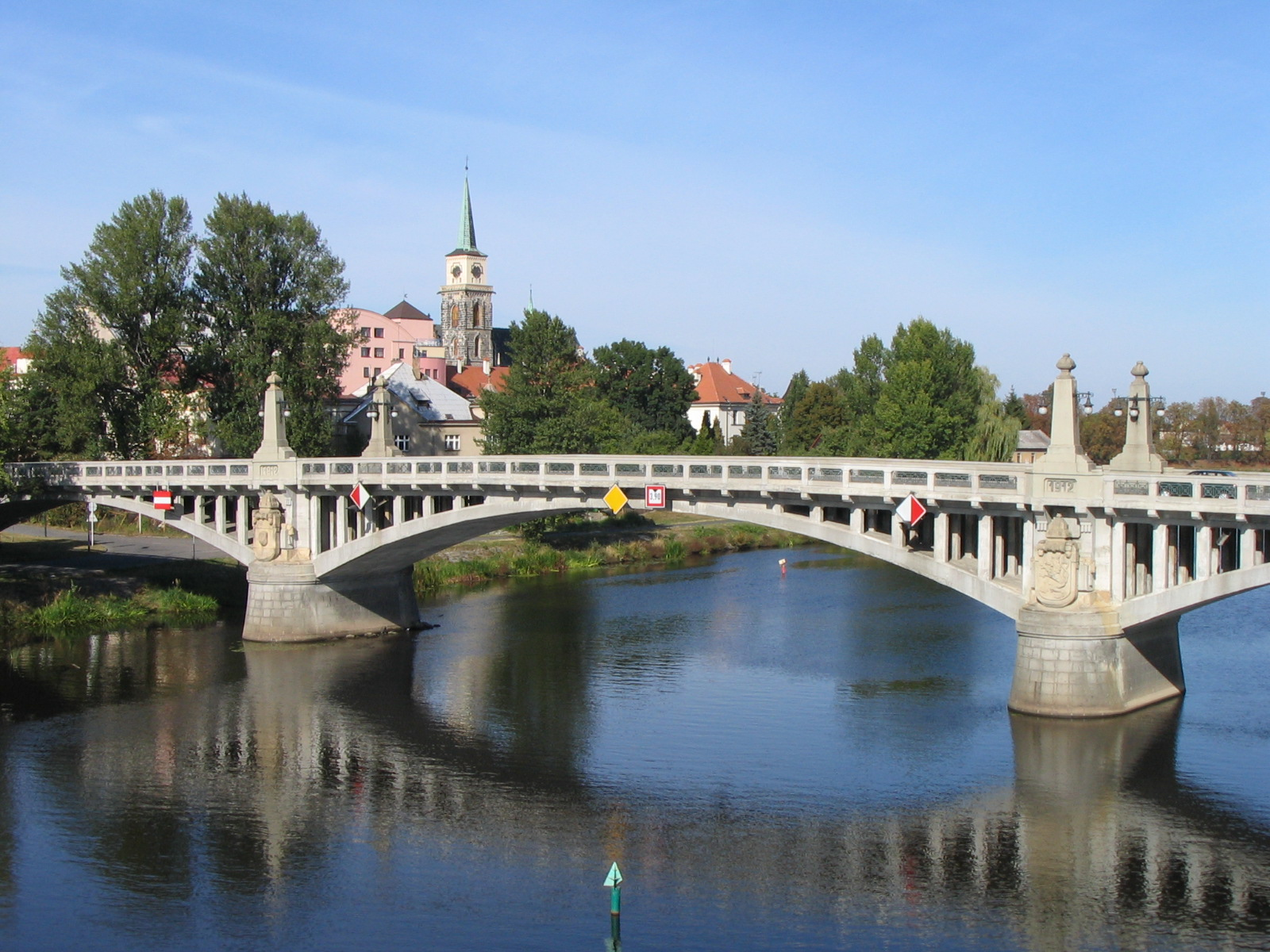
Pohled na Nymburk ze Zálabí

### Dopravní síť
Pozemní komunikace
Městem procházejí silnice I/38 Kolín–Nymburk–Mladá Boleslav, II/330 Sadská–Nymburk–Činěves a II/331 Poděbrady–Nymburk–Lysá nad Labem–Stará Boleslav.
Železnice
Nymburk leží na křižovatce těchto železničních tratí:
- Železniční trať Poříčany–Sadská–Nymburk je jednokolejná elektrizovaná celostátní trať, zahájení dopravy bylo roku 1883.
- Železniční trať Nymburk–Kopidlno–Jičín  je jednokolejná celostátní trať, provoz byl zahájen roku 1881.
- Železniční trať Nymburk–Mladá Boleslav je jednokolejná celostátní trať, provoz byl zahájen roku 1870.
- Železniční trať Praha–Lysá nad Labem–Kolín  je dvoukolejná elektrizovaná celostátní trať zařazená do evropského železničního systému, původně součást Rakouské severozápadní dráhy z Vídně přes Znojmo a Děčín do Berlína; doprava byla v úseku Kolín–Nymburk zahájena roku 1870, v úseku Nymburk–Praha roku 1873.

Na území města leží odbočná železniční stanice Nymburk hlavní nádraží a odbočná železniční stanice Nymburk město.

#### Lodní doprava
Na Labi se nachází zdymadlo, které je součástí labské vodní cesty. Dále je zde přístaviště pro osobní lodní dopravu a malá plavidla.

### Veřejná doprava 2011
Autobusová doprava 2025
Z města vede spousta autobusových linek do okolních obcí okresu Nymburk či v některých případech až za hranice okresu. Všechny regionální linky mají konečnou zastávku na autobusovém terminálu u hlavního vlakového nádraží. Linky jsou též protkány napříč městem, aby byla zajištěna obsluha celého města. Zde je přehled linek:
433 Nymburk hl.nádr. - Hořátev ZD/Prodejna - Písková Lhota,rozc.Hořátev/Písty - Sadská - Milčice - Pečky,žel.st.
434 Nymburk hl.nádr. - Dvory - Čilec - Straky - Zbožíčko - Milovice,žel.st. - Jiřice - Benátky n.J.,aut.st.
436 Nymburk hl.nádr. - Všechlapy - Krchleby - Vlkava,náves - Čachovice - Čachovice,Struhy - Lipník
443 Nymburk,hl.nádr. - Písty,Temac - Zvěřínek - Sadská - Hradištko - Hradištko,Kersko,Hrabalova - Semice,střed - Přerov n.L.,U Skanzenu - Čelákovice,Toušeňská
493 Nymburk,hl.nádr. - Kovanice - Poděbrady,Přední Lhota,Hájovna - Poděbrady,žel.st.
497 Nymburk hl.nádr. - Kostomlátky,U Kapličky - Kostomlaty nad Labem - Kostomlaty nad Labem,Hronětice - Milovice,žel.st. / Nymburk,hl.nádr. - Kamenné Zboží
499 Nymburk,hl.nádr. - Všechlapy - Krchleby - Loučeň - Jabkenice - Semčice - Kolomuty - Mladá Boleslav,aut.st.
541 Nymburk,hl.nádr. - Budiměřice - Netřebice - Úmyslovice - Senice - Okřínek,prodejna - Vrbice,U Váhy - Podmoky,U Kovárny - Městec Králové,nám. - (Běrunice - Kněžičky - Dlouhopolsko)
673 Nymburk,hl.nádr. - Budiměřice - Chleby - (Nový Dvůr) - Oskořínek - Hrubý Jeseník, U Parku - Křinec,Sovenice - Křinec,škola
674 Nymburk,hl.nádr. - Budiměřice - Křečkov - (Netřebice) - Vestec - Křinec,náměstí - Žitovlice - Košík - Košík,Tuchom - Rožďalovice,náměstí
676 Nymburk,hl.nádr. - Bobnice - Jíkev - Loučeň - Mcely - Seletice
Železniční doprava 2011
Po trati 060 vedla linka S12 (Poříčany–Nymburk), po trati 231 linka S2 (Praha–Lysá nad Labem–Kolín) v rámci pražského systému Esko. Tratí 060 jezdilo v pracovních dny 22 párů osobních vlaků, o víkendech 19 párů osobních vlaků. Tratí 061 jezdilo v pracovní dny 16 párů osobních vlaků a jeden spěšný vlak, o víkendu 13 párů osobních vlaků. Po trati 071 jezdilo v pracovní dny 5 párů rychlíků a 10 párů osobních vlaků, o víkendu 6 párů rychlíků a 9 párů osobních vlaků. Po trati 231 Nymburkem jezdilo v pracovní dny 27 rychlíků a 39 osobních vlaků, o víkendu 23 rychlíků a 20 osobních vlaků.

## Osobnosti

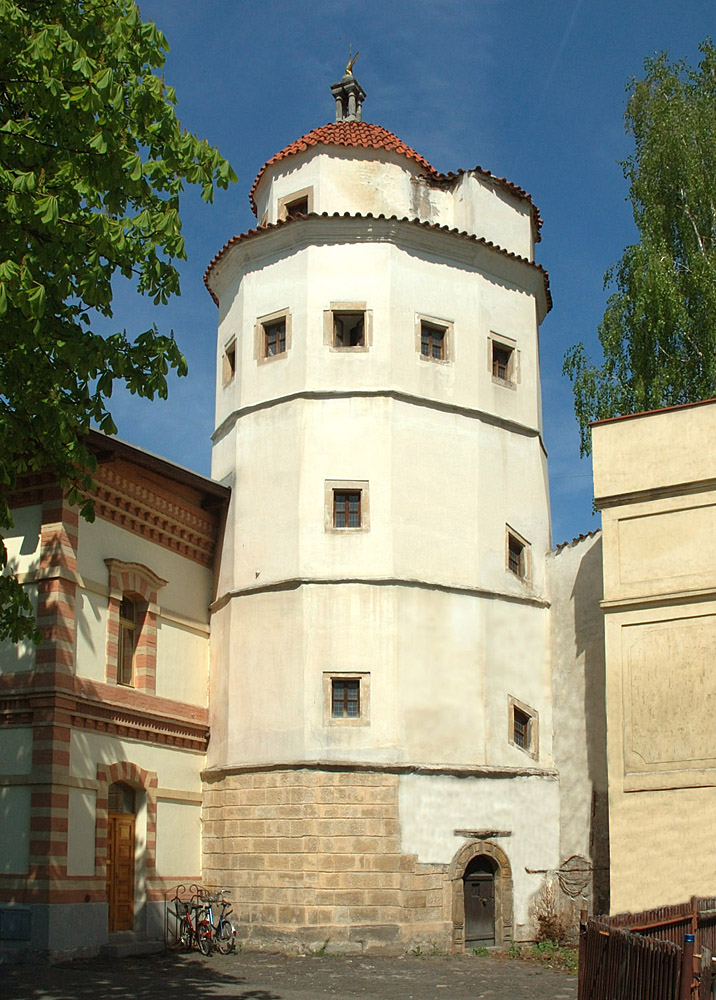
Turecká věž, někdejší městská vodárna

- Jan Kamarith, též Mitis (1460–1525), zpěvák a varhaník, správce školy, později městský písař a konšel
- Tomáš Mitis z Limuz, též Mytis nebo jen Tomáš z Limuz (1523–1591), básník, překladatel a editor, přední reprezentant latinizujícího humanismu v Čechách
- Prokop Lupáč z Hlaváčova (asi 1530–1587), český básník, humanista a historik, rektor v Nymburce
- Bohuslav Matěj Černohorský (1684–1742), hudební skladatel, kněz, varhaník a hudební pedagog
- Jan Bechyna (1810–1834), vrah, domnělý skladatel písně Horo, horo, vysoká jsi
- Josef Seigerschmidt (1816–1884), starosta města a okresní starosta, poslanec zemského sněmu
- Božena Němcová (1820–1862), spisovatelka, napsala o Nymburce knížku Kávová společnost a o nymburském kraji V zámku a podzámčí
- Hanuš Karlík (1850–1927), cukrovarník, čestný občan (1909)
- Emil Zimmler (1863–1950), stavební inženýr a vysokoškolský pedagog, mj. spoluautor vodní elektrárny na Labi
- Antonín Janoušek (1877–1941), rodák, český novinář a komunistický politik, předseda Slovenské republiky rad v roce 1919
- Rudolf Bechyně (1881–1948), ministr, člen soc. dem. strany
- Karel Dostal (1884–1966), český herec
- Otakar Husák (1885–1964), čs. legionář, generál, ministr obrany
- František Rachlík (1904–1980), prozaik a dramatik
- Jan Seidel (1908–1998), hudební skladatel
- František Veselý (1910–1968), nymburský tenorista a úředník
- Bohumil Hrabal (1914–1997), prozaik, vyrůstal v místním pivovaru, napsal o Nymburce prózy, např. Městečko, kde se zastavil čas, Postřižiny, Krasosmutnění, Harlekýnovy miliony, Ostře sledované vlaky (děj z nedalekých Kostomlat)
- Vilém Bufka (1915–1967), příslušník 311. československé bombardovací perutě RAF, autor vzpomínkové literatury
- Miroslav Macháček (1922–1991), herec a divadelní režisér narozen v Nymburce v Eliščině třídě, kde také na jeho výročí 90. narozenin odhalila jeho dcera Kateřina Macháčková pamětní desku
- Vratislav Effenberger (1923–1986), básník a literární badatel
- Jiří Navrátil (1926–2018), učitel, hudebník a organizátor kulturního a společenského života
- Karel Ruml (* 1928), skaut, odbojář
- Milan Veselý (1944–2014), violoncellista, dirigent Nymburského komorního orchestru
- Petr Fuksa (* 1969), olympionik, mistr světa a Evropy v rychlostní kanoistice
- Jaroslav Kmenta (* 1969), investigativní novinář a spisovatel
- Radek Bejbl (* 1972), fotbalový reprezentant
- Jan Bořil (* 1991), fotbalový obránce
- Přemysl Krejčík (* 1991), spisovatel, pedagog, knižní redaktor, bývalý hudebník
- Martin Fuksa (* 1993), olympijský vítěz, mistr světa a Evropy v rychlostní kanoistice

## Partnerská města
Partnerskými městy Nymburku jsou:
- Neuruppin, Německo
- Porto San Giorgio, Itálie
- Vrútky, Slovensko
- Żarów, Polsko

Do roku 2022 i Mytišči, Rusko.

## Galerie

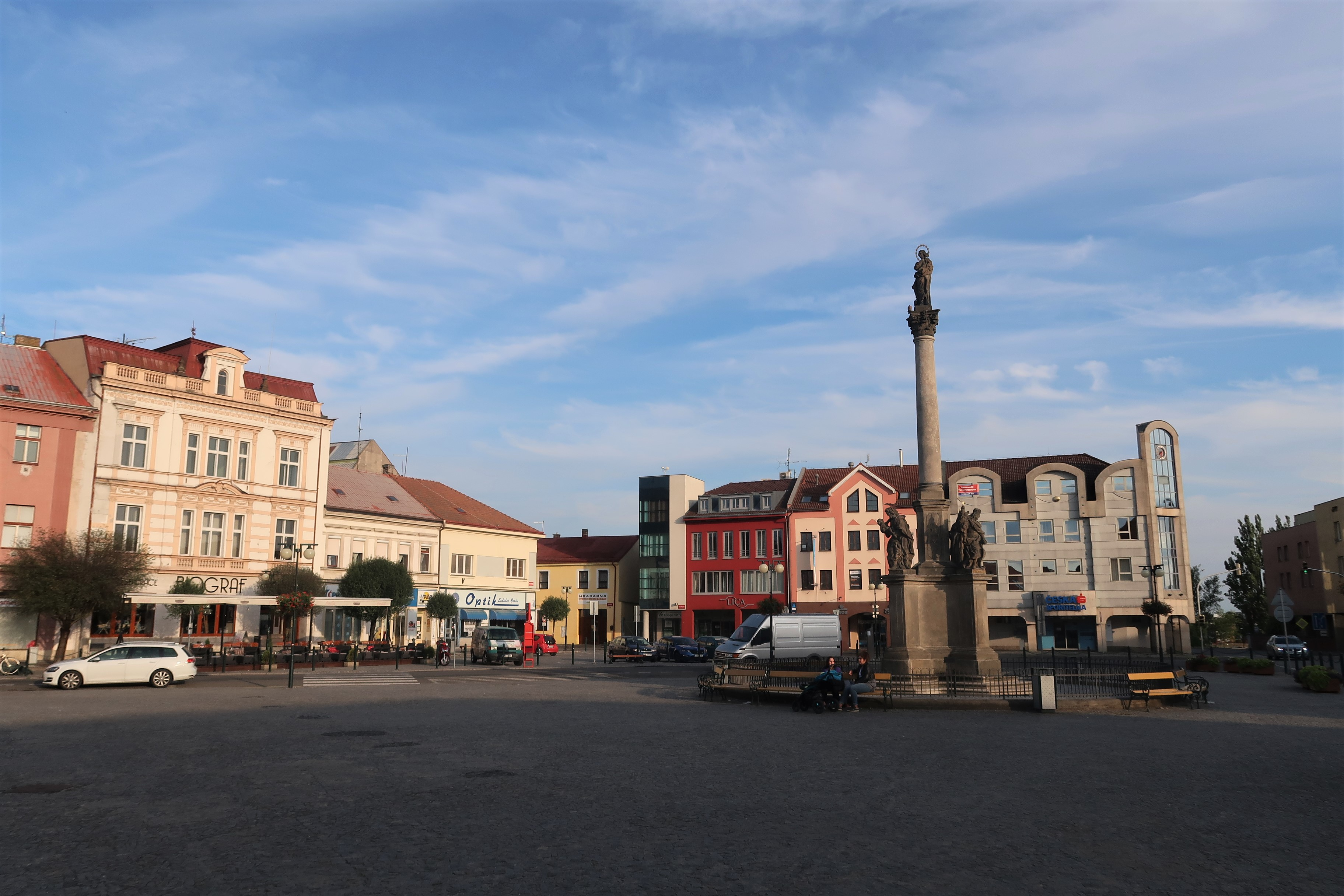
Náměstí Přemyslovců s mariánským sloupem
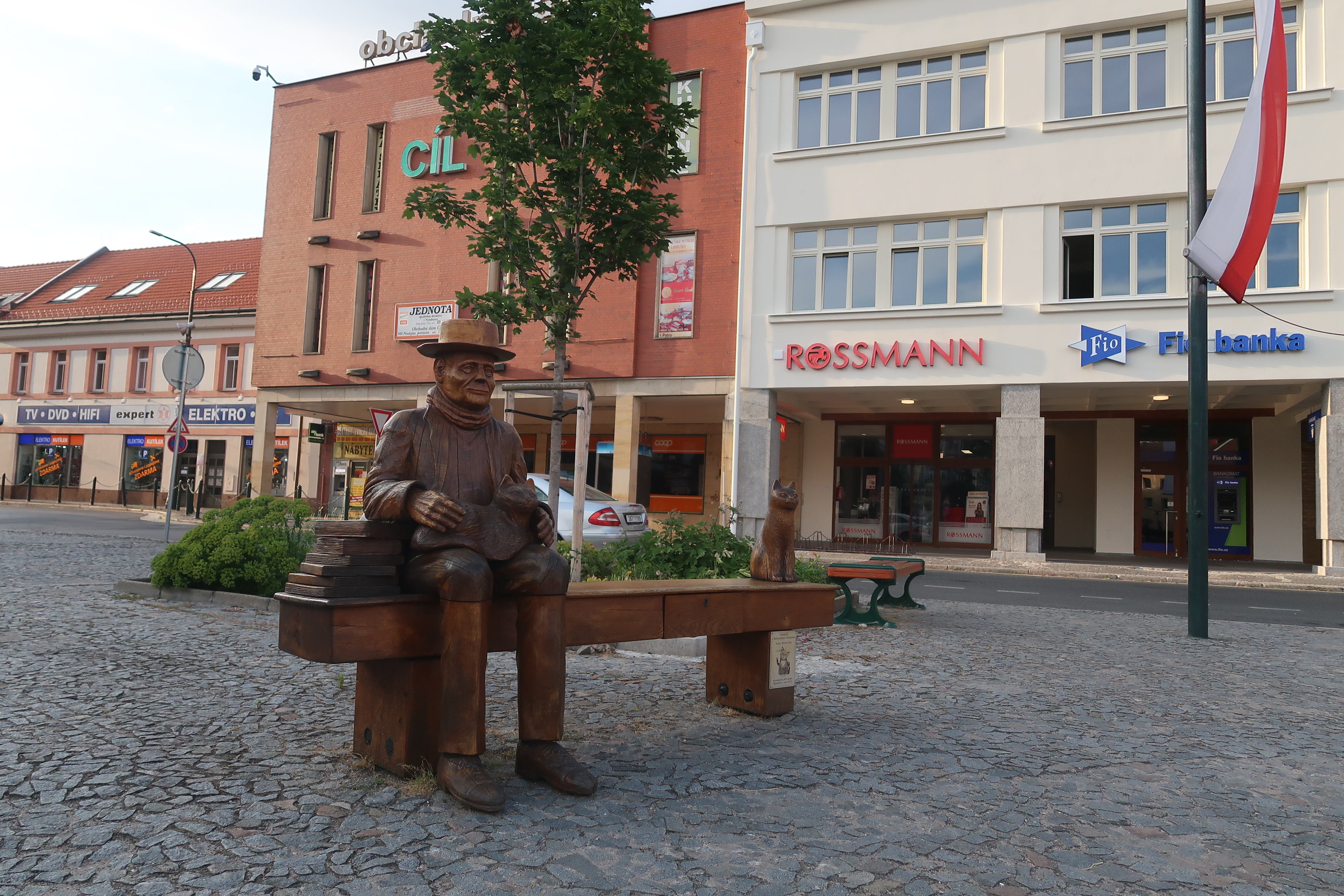
Lavička Bohumila Hrabala na náměstí
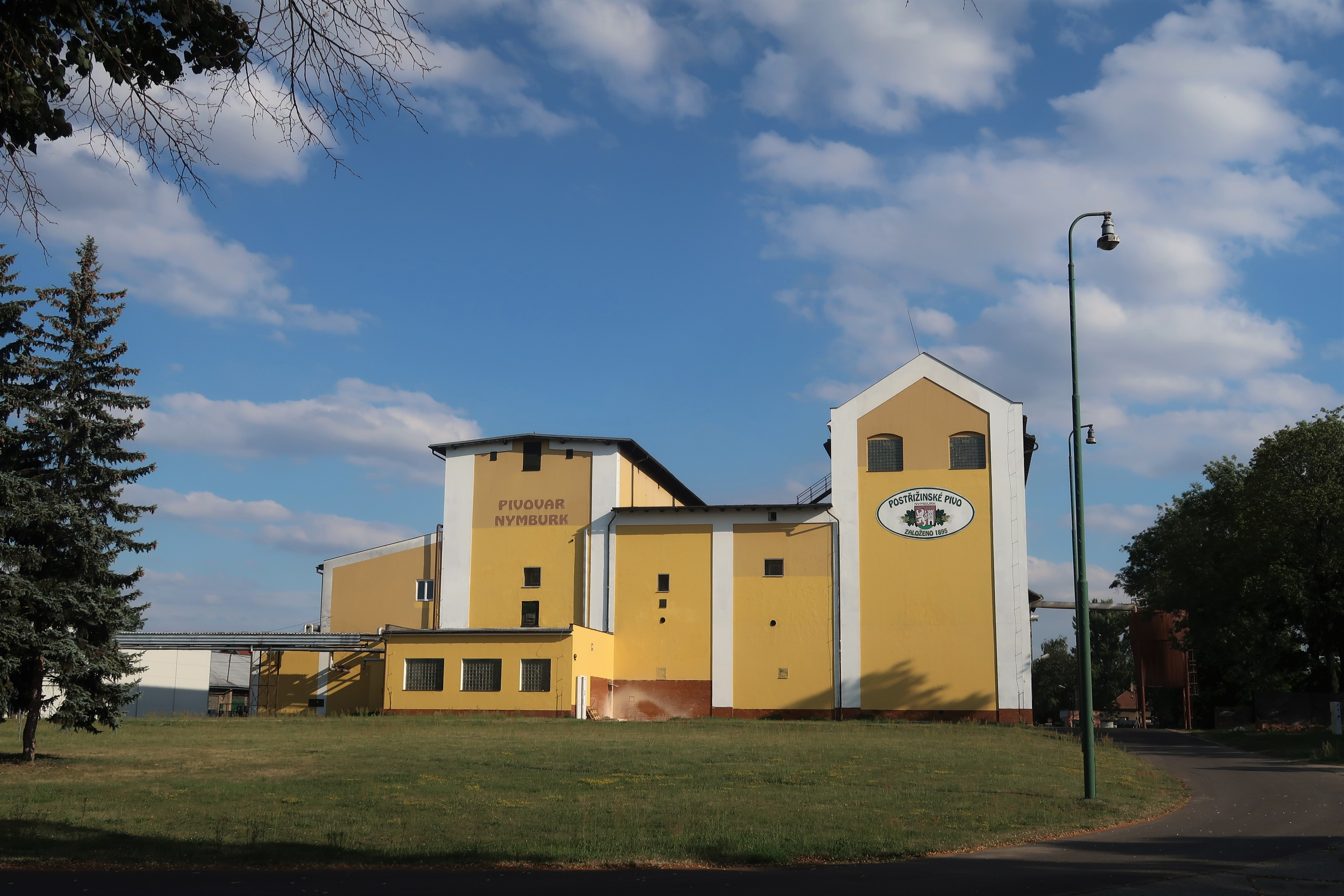
Pivovar
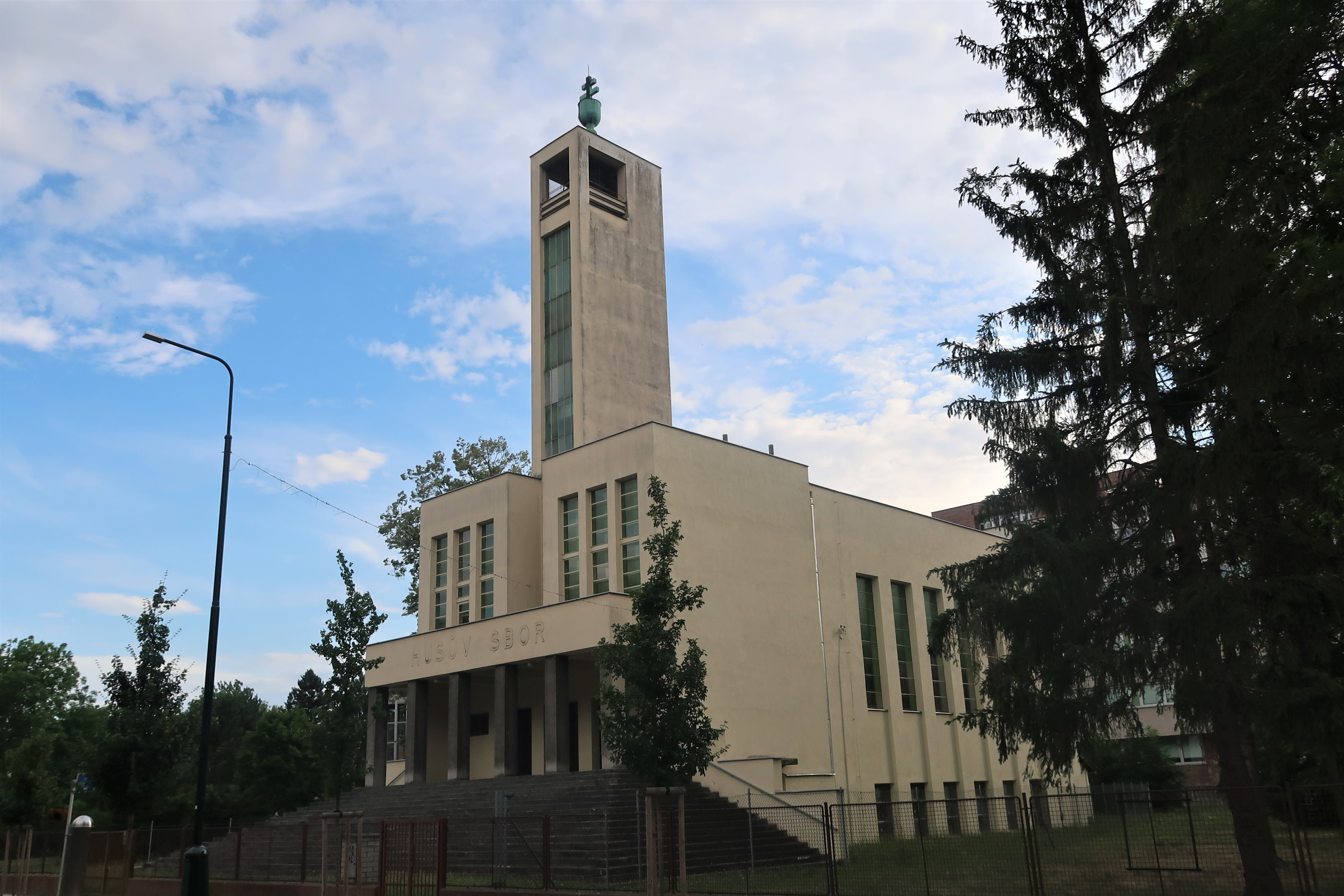
Husův sbor (1934–1936) v Havlíčkově ulici
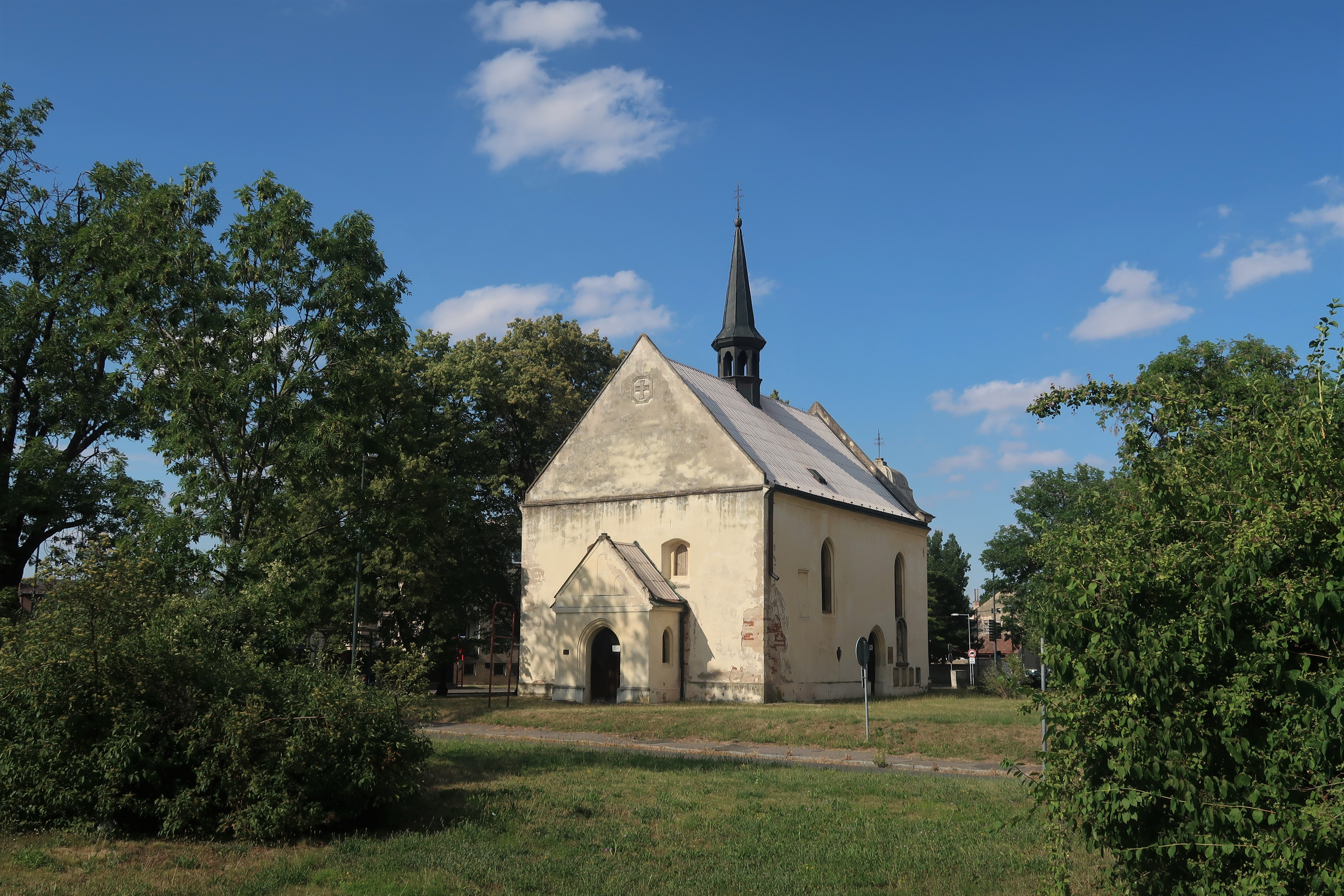
Kostel sv. Jiří
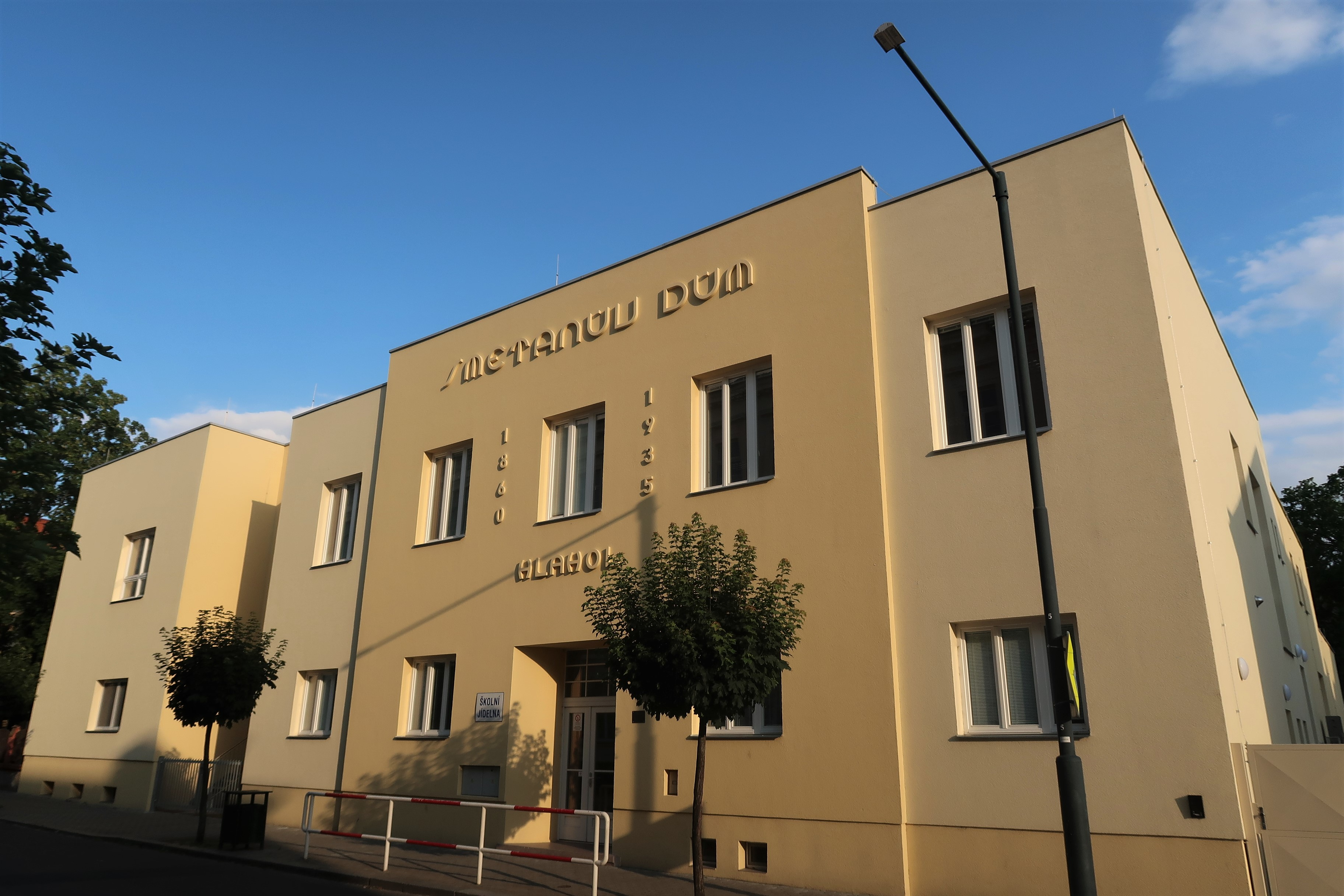
Smetanův dům v Komenského ulici
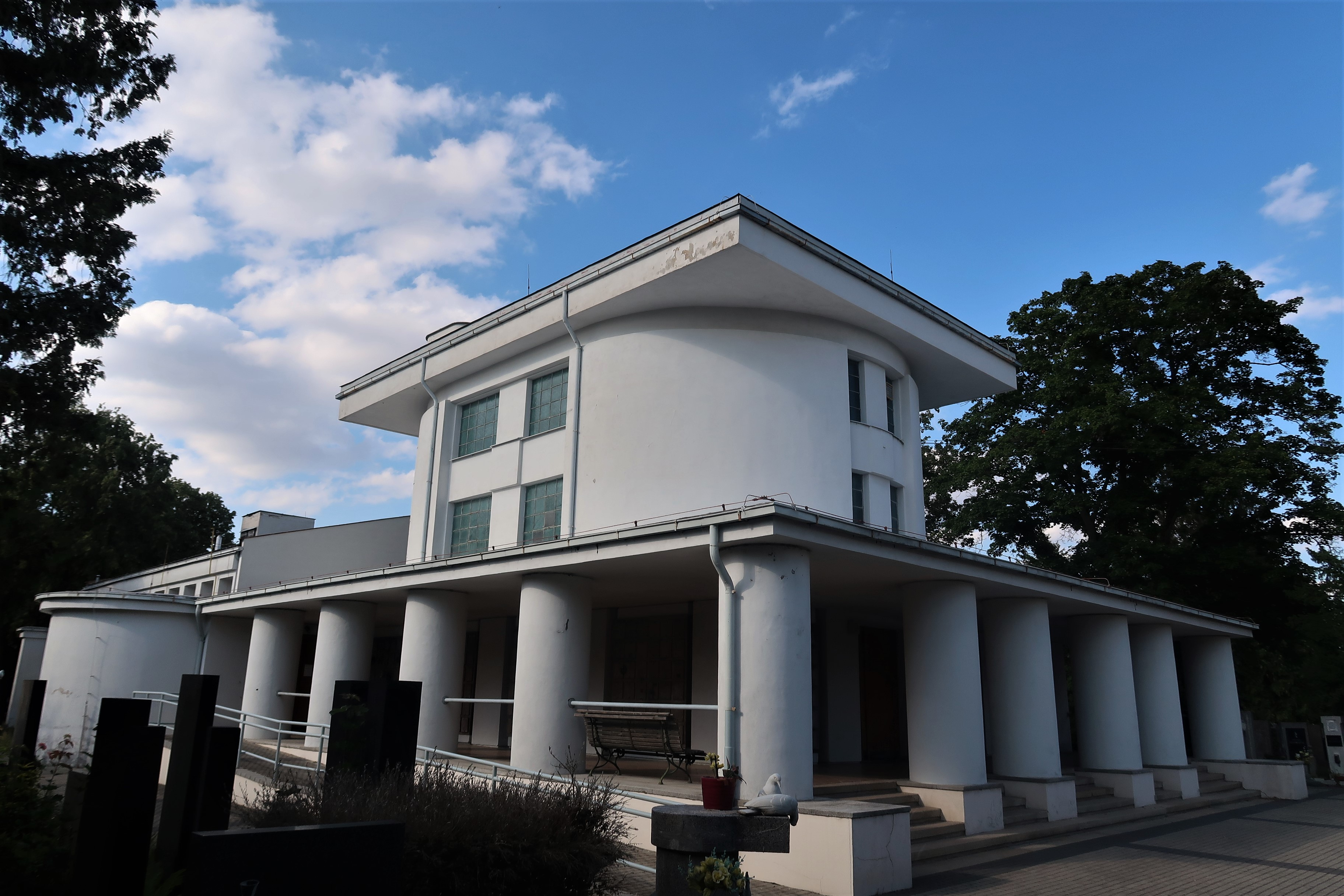
Krematorium na městském hřbitově (1922–1924)
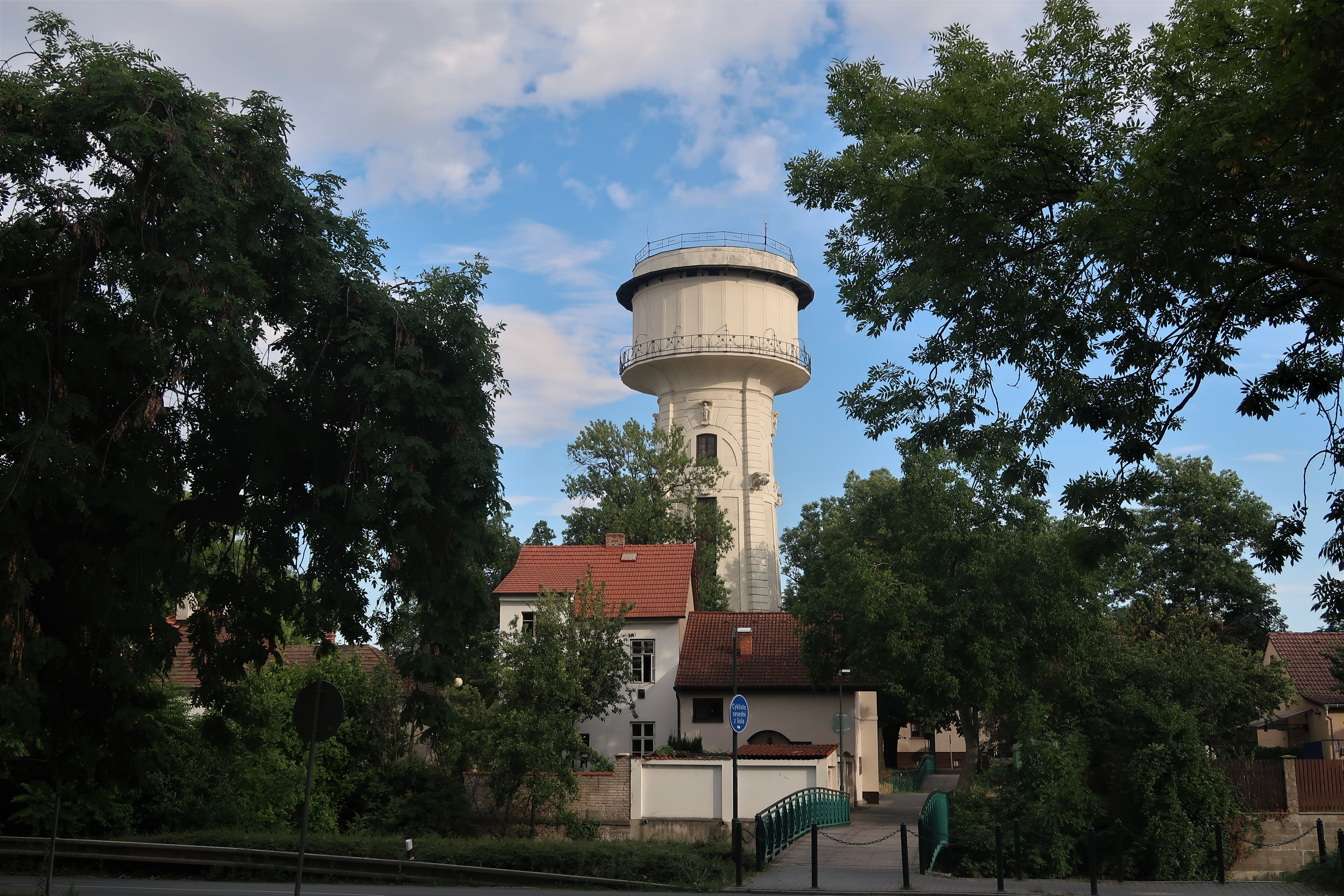
Vodárenská věž
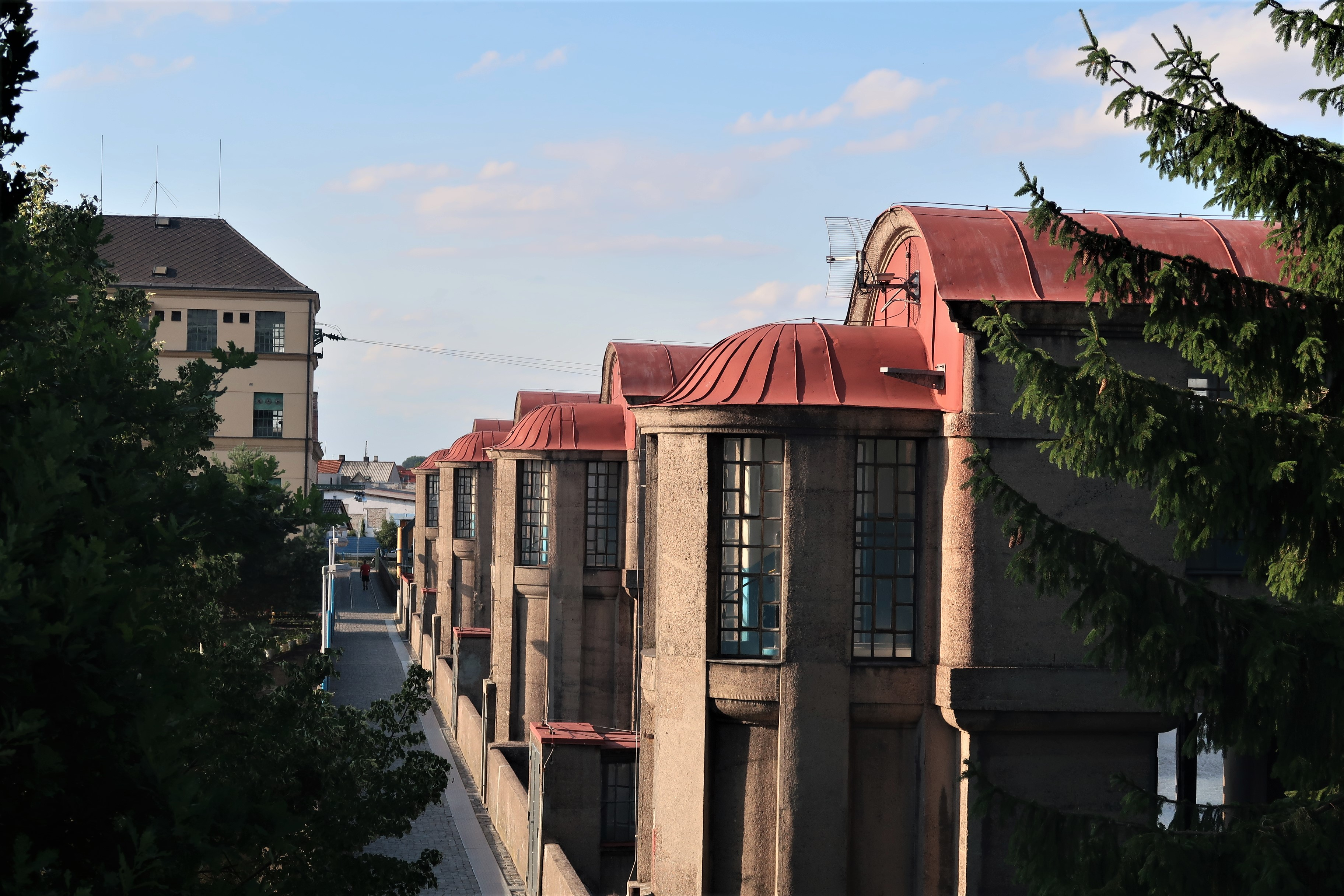
Zdymadlo na Labi
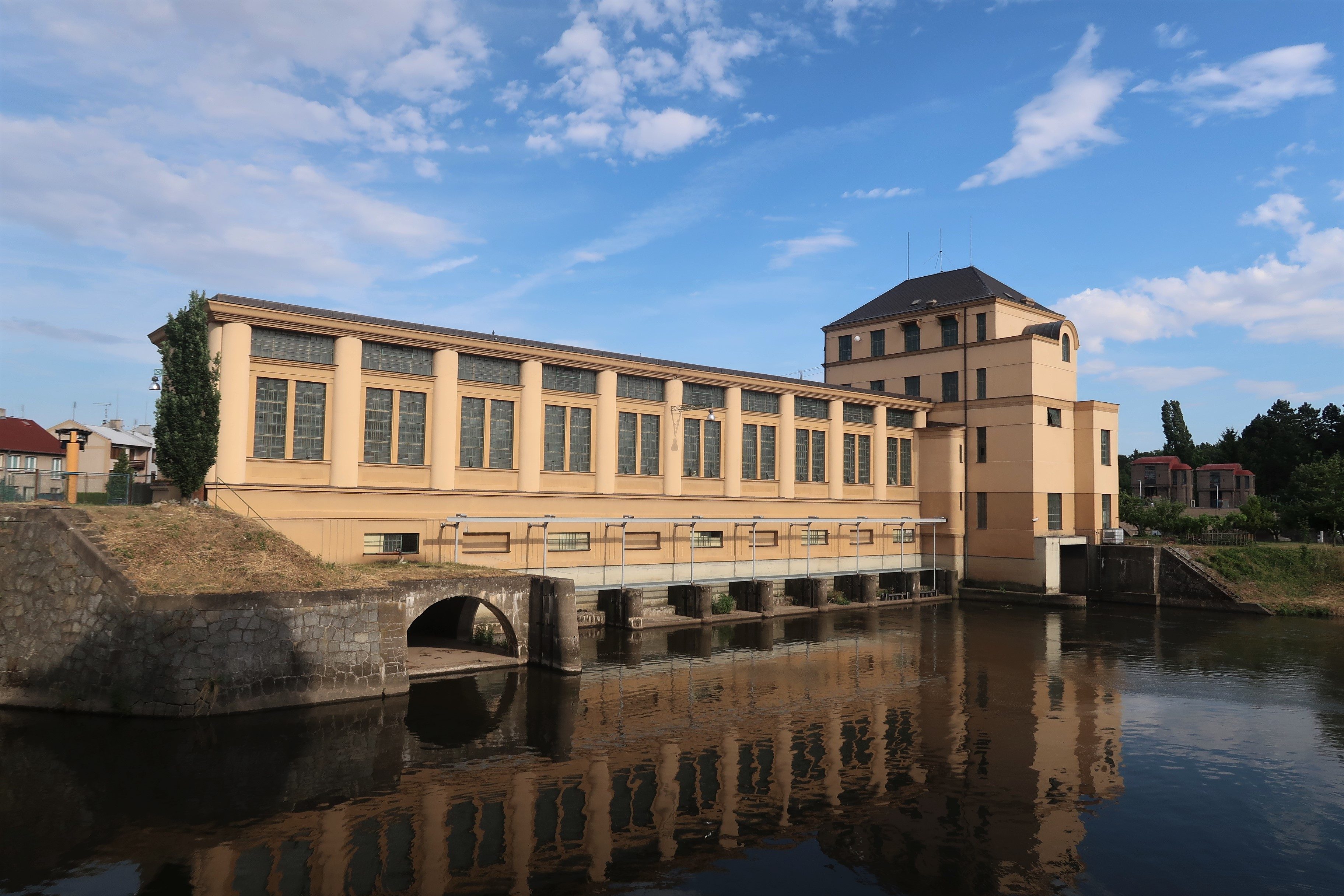
Vodní elektrárna na Labi